# 1re force opérationnelle australienne

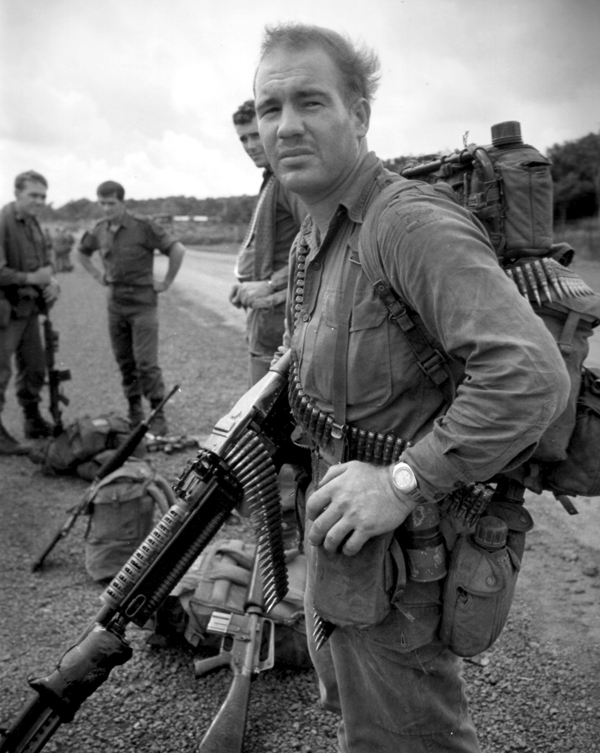
Soldat australien du Royal Australian Regiment au Sud-Vietnam armé d'une Saco M60.

La première force opérationnelle australienne (First Australian Task Force (1 ATF)) était composée d'unités des armées australienne et néo-zélandaise et fut déployée au Sud-Vietnam entre 1966 et 1971 dans le cadre de la participation de ces deux nations dans la guerre du Viet-Nam. Elle était basée à Nui Dat dans la province de Phuoc Tuy. Bien qu'elle ait été principalement chargée de garantir la sécurité de la province de Phuoc Tuy, elle fut parfois, y compris son état-major, déployée en dehors de la province. 

## Composition
La composition de la 1 ATF variait suivant les rotations des unités australiennes et néo-zélandaises engagées au sud du Vietnam et le nombre total de soldats envoyés. 
Généralement, la 1 ATF était composée de: 
- Un état-major
- Deux ou trois bataillons d'infanterie
- Un régiment d'artillerie de campagne (avec une batterie d'artillerie US attachée)
- Un escadron du génie
- Un escadron de véhicules de transport de troupes (M-113)
- Un escadron de blindés (chars Centurions)
- Un escadron de services spéciaux (SAS)
- Un escadron de transmissions
- Un service de logistique
- L'unité 161 de reconnaissance aérienne
- La 9e escadrille de la RAAF (UH-1 Huey)
- Deux compagnies de fusiliers néo-zélandais
- Une batterie d'artillerie néo-zélandaise
- Un contingent de SAS néo-zélandais

L'Australian Army Training Team Vietnam (en) était séparée de la 1 ATF et rattachée directement au siège de la Force australienne au Vietnam situé à Saigon qui fournissait un appui administratif à toutes les forces australiennes au Sud-Vietnam.